# Medaglia per la disciolta Brigata Estense
La medaglia per la disciolta Brigata Estense anche conosciuta come medaglia dell'emigrazione fu una medaglia di benemerenza decretata dal duca Francesco V di Modena per ricompensare gli uomini della Brigata Estense che erano ancora con lui all'atto di scioglimento di essa il 24 settembre 1863.

## Storia
Poco dopo lo scoppio della seconda guerra di indipendenza Francesco V dovette lasciare Modena, per la terza e ultima volta, l'11 giugno 1859, mentre l'esercito austriaco abbandonava la Lombardia per portarsi sotto le fortezze del Quadrilatero. Il duca con il suo esercito si insediò, come da tradizione, a Mantova, in attesa degli eventi.
Con l'armistizio di Villafranca Francesco V avrebbe dovuto rientrare nei propri domini, ma il regio commissario nominatovi dal Regno di Sardegna rifiutò di accettare la consegna e prese a organizzare tre nuove divisioni, con la guida di ufficiali sabaudi, sotto la direzione di Manfredo Fanti.
L'esercito di Francesco V, tuttavia, non si sciolse, e venne ribattezzato Regia Ducal Brigata Estense, forte di circa 3600 uomini.
La Brigata rimase per circa quattro anni nel Lombardo-Veneto con la protezione dell'Imperatore, ma nel 1863, sotto pressione dei liberali austriaci, fu sciolto il trattato di alleanza tra il Ducato e l'Impero. Ciò costrinse Francesco V a congedare il suo esercito di fedelissimi.
All'atto dello scioglimento la Brigata contava tra le sue file 2722 uomini dei quali 158 ufficiali. Un solo ufficiale e più di metà della truppa rientrarono in patria, mentre tutti gli ufficiali e l'altra parte degli uomini scelsero di essere incorporati nell'esercito imperiale austriaco.
La decorazione fu consegnata agli ufficiali, sottufficiali, uomini di truppa ed impiegati civili il 24 settembre 1863 in una commovente cerimonia presso il cortile antistante Villa Morosini Cappello, a Cartigliano.
Il duca appuntò di persona la decorazione sul petto degli ufficiali dello Stato maggiore, mentre il restante degli uomini ricevette la medaglia dai propri superiori.

## La medaglia
Al recto compare il profilo del sovrano rivolto verso destra, accompagnato in piccolo a sinistra dal nome del medaglista C. Radniztky,  circondato dalla scritta latina: FRANCISCUS • V • AUST : ATESTINUS • DUX • MUTINAE (Francesco V d'Austria Este, Duca di Modena).
Al verso due rami di quercia intrecciati in basso racchiudono la scritta in latino: FIDELITATI / ET / COSTANTIAE / IN / ADVERSIS / MDCCCLXIII (Alla fedeltà e alla costanza nelle avversità 1863).
Il nastro originale, triangolare all'austriaca, è a liste orizzontali bianco celesti listate di celeste con orli bianchi.

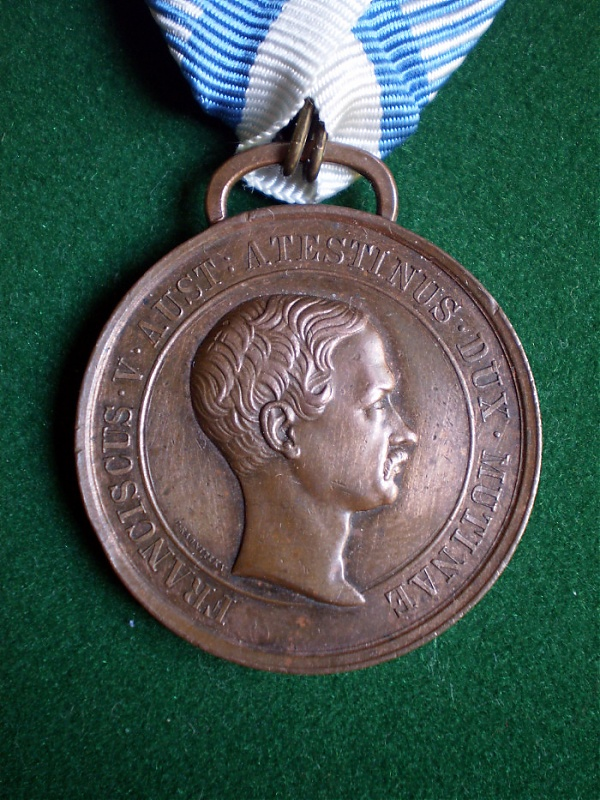
Verso della medaglia
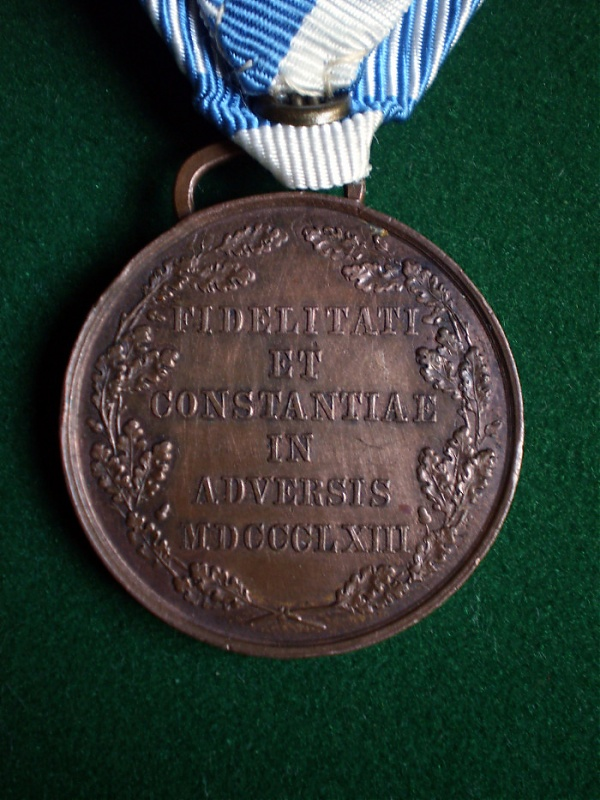
Recto della medaglia